# アナchu!
『アナchu!』（アナッチュ!）は、名古屋テレビ（メ〜テレ）で2007年4月～2007年9月までモバちゅー枠で毎月第1火曜日24:48～25:18(JST)に放送されていたバラエティ番組。中京広域圏向けのローカル番組である。

## 特徴
メ～テレ女子アナが、恋愛・結婚・仕事・美・食などをテーマにトークを展開・女子アナ自身がやってみたいことをロケ実現・最近の出来事やマイブームなど、女性が気になるテーマがいっぱいの番組である。衣装は、私服で、それぞれ自分の好きな衣装で登場していたのでそれぞれ特徴があってよかったが、8月からは、メンバーの5人が固定ではなくなったので、衣装はスタイリストが選んだものになった。

## 内容
- 第一回放送は佐藤倫子アナが休日に馬の見に行き、馬のお世話をした。
- 第二回放送は合田倫子アナが休日にボクシング&フィットネスをした。
- 第三回放送は佐藤倫子アナがセレブに挑戦をし基本マナーを勉強した。
- 第四回放送は深津麻弓アナと鈴木しおりアナが『夏においしい冷たいスープ』を作った。
- 第五回放送は村瀬寛美アナが今回のテーマは夏ということでアロハシャツ」もとい『ナゴハシャツ』を作り、名古屋嬢と呼ばれる彼女達に受け入れられる、かわいくてなおかつ"きれいめ"なシャツ作りに挑戦した。
- 第六回放送は鈴木しおりアナの夢である名古屋港水族館にいるシャチのクーちゃんをジャンプさせることに挑戦した。

## 出演者
- ピンクパンダ佐藤倫子（サトノリ）
- あおパンダ合田倫子（ゴウノリ）
- きいろパンダ神取恭子
- みどりパンダ清水由美
- あかパンダ高山香織
- 鈴木しおり
- 村瀬寛美
- 大嶽まどか
- 小出涼子